# Microsoft Dynamics AX
Microsoft Dynamics AX é um software da Microsoft’s de ERP destinado a empresas, faz parte do Microsoft Dynamics.

## Historia
Inicialmente desenvolvido com o nome de Axapta na Dinamarca quando foi fundido com a Navision Software A/S em 2000. A combinação inicialmente chamada de NavisionDamgaard, depois Navision A/S, que posteriormente foi adquirido pela Microsoft Corporation no verão de 2002. Depois da união, Axapta foi relançado em março de 1998 no mercado da Dinamarca e dos Estados Unidos. Hoje esta disponível em 5 diferentes idiomas.

## Versões
Como Axapta, permaneceu na versões 1.0 até a 3.0, quando teve sua denominação alterada pelas versões seguintes (de 3.0 SP6 até AX 2012) era chamada de Dynamics AX.